# ريتا بناهاي
ريتا بناهاي (بالإنجليزية: Rita Panahi)‏ هي صحفية أسترالية محافظة ولدت في يوم 3 مارس 1976 في بلدة باين بلاف في أركنساس في الولايات المتحدة لعائلة إيرانية. هاجرت عائلتها من إيران في سنة 1984 إلى أستراليا هرباً من نظام الخميني. درست الاقتصاد في جامعة موناش. وحالياً تعمل كمعلقة صحفية في سكاي نيوز أستراليا وفي صحيفة ذا هيرالد تايمز.